# Преображенка (Царичанский район)
Преображенка (укр. Преображенка) — село,
Юрьевский сельский совет,
Царичанский район,
Днепропетровская область,
Украина.
Код КОАТУУ — 1225688204. Население по переписи 2024 года составляло 820 человек.

## Географическое положение
Село Преображенка находится на правом берегу канала Днепр — Донбасс,
выше по течению на расстоянии в 4 км расположено село Калиновка,
ниже по течению на расстоянии в 3 км расположено село Юрьевка,
на противоположном берегу — сёла Вербовое, Новостроевка и Кущёвка.
Около села несколько заболоченных озёр.
Через село проходит автомобильная дорога Т-0413, рядом проходит дорога Т-0412.

## Экономика
- ФХ «Сяйво».

## Объекты социальной сферы
- Школа I-III ст.
- Детский сад.
- Фельдшерско-акушерский пункт.
- Клуб.